# 埃勒斯莱本
埃勒斯莱本（德語：Ellersleben，發音：[ˈɛlɐsˌleːbn̩]）是德国图林根州瑟默达县曾经的一个市镇，面积6.48平方千米，2017年12月31日人口为253人。2019年1月1日，埃勒斯莱本所属的布特施泰特管理共同体解散，其与另外8个成员市镇并入市镇布特施泰特。